# SES-8
SES-8 es un satélite de comunicación geoestacionario operado por SES. SES-8 se lanzó con éxito en un cohete Falcon 9 v1.1 de SpaceX el 3 de diciembre de 2013, 22:41 UTC.
Fue el primer vuelo de un vehículo de lanzamiento SpaceX a una órbita de transferencia supersincrónica, una órbita con un apogeo un poco más grande que la órbita de transferencia geoestacionaria (GTO) más usual típicamente utilizada para satélites de comunicación.

## Satélite
El satélite SES-8 está construido en el bus de satélite STAR-2.4 por Orbital Sciences.  Es el sexto satélite de ese modelo que se construirá para SES.
El commsat será inicialmente coubicado a 95° Este con NSS-6 para proporcionar capacidad de crecimiento del ancho de banda de comunicaciones en la región Asia-Pacífico, dirigida específicamente a mercados de gran crecimiento en el sur de Asia e Indochina, "además de proporcionar capacidad de expansión para aplicaciones DTH, VSAT y gubernamentales".

### Especificaciones
- Masa de carga útil: 3.200 kg[4][5]
- Energía eléctrica: 5 kW, con paneles solares de arseniuro de galio y dos acumuladores de iones de litio[4][5]
- Batería de respaldo: batería de iones de litio de 4800 vatios/hora[4]
- Vida de servicio: 15 años[4][5]

## Vehículo de lanzamiento

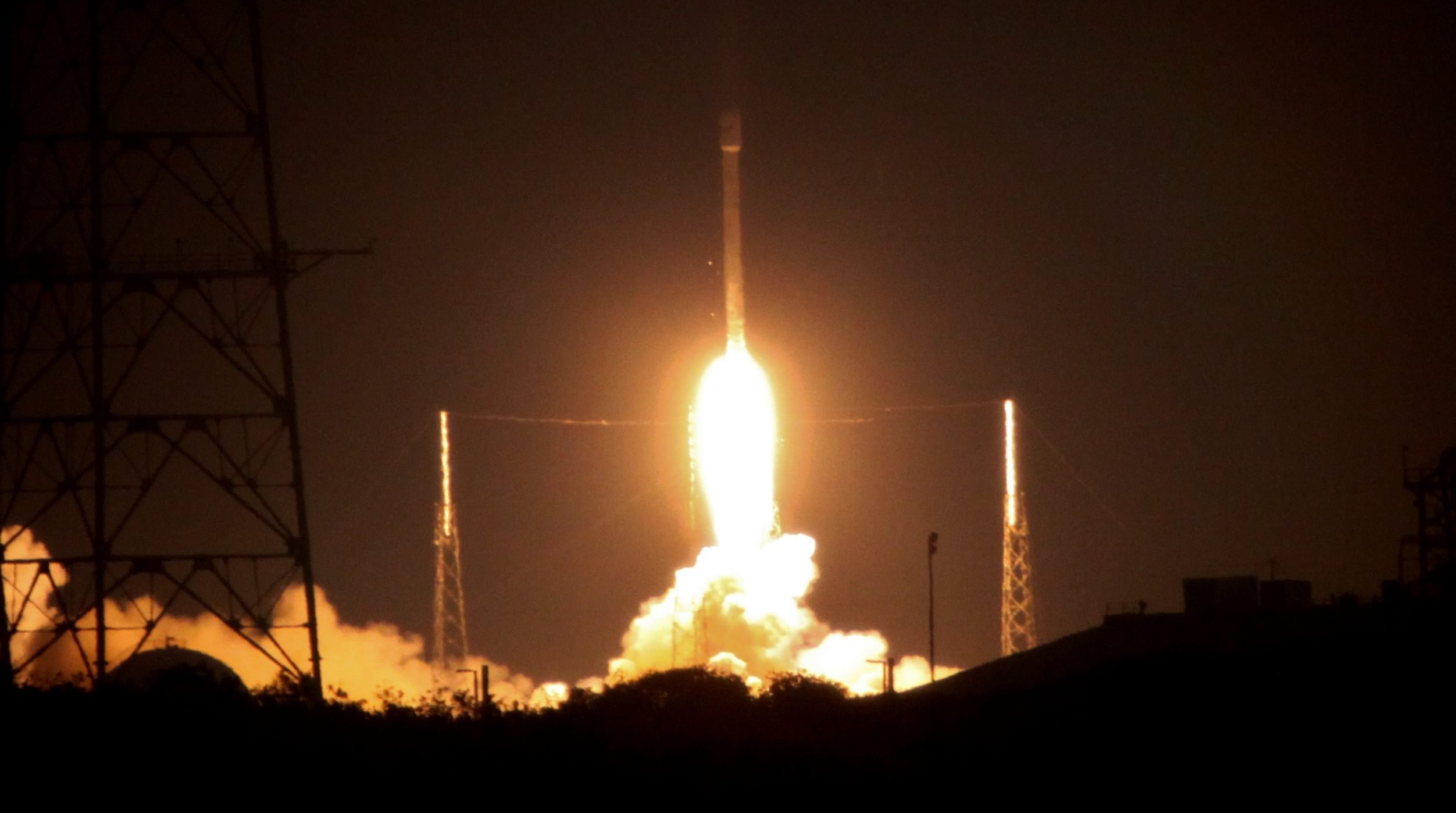
El lanzamiento de Falcon 9 v1.1 con SES-8 desde Cabo Cañaveral el 3 de diciembre de 2013.

El lanzamiento del SES-8 fue el séptimo lanzamiento del vehículo de lanzamiento Falcon 9 y el segundo lanzamiento del Falcon 9 v1.1. SES está pagando un precio con descuento, "muy por debajo de los 60 millones de dólares", por el lanzamiento ya que es el lanzamiento geoestacionario inaugural de Falcon 9. Cuando se contrajo originalmente, en 2011 la fecha de lanzamiento putativo era principios de 2013.
El lanzamiento fue el segundo lanzamiento de la versión Falcon 9 v1.1 del cohete, un cohete más largo con un 60 por ciento más de empuje que la versión 1.0 del vehículo Falcon 9, y será el primer lanzamiento del cohete v1.1 más grande con la estructura reconstruida en la plataforma de lanzamiento de SpaceX 'Cape Canaveral. Como resultado, varios sistemas en el vehículo de lanzamiento volarán por segunda vez, mientras que varias partes de la infraestructura terrestre en Cabo Cañaveral fueron utilizadas en un lanzamiento por primera vez. Éstas incluyen:
- segundo uso de los motores mejorados Merlin 1D, generando aproximadamente un 56 por ciento más de empuje al nivel del mar que los motores Merlin 1C utilizados en los primeros cinco vuelos de Falcon 9
- segundo uso de los estadios de cohetes significativamente más largos, que se alargaron para acomodar los tanques de propelente más grandes necesarios para llevar el propelente para los motores más potentes. Los tanques son 60 por ciento más largos, lo que hace que el cohete sea más susceptible a la flexión durante el vuelo.[8]
- los nueve motores Merlin 1D en la primera etapa están dispuestos en un patrón octogonal con ocho motores en un círculo y el noveno en el centro
- segundo lanzamiento para tener una cofia de carga útil separable, que tiene el riesgo de un evento de separación adicional que ha condenado a muchas misiones en el pasado. El diseño de la cofia fue realizado por SpaceX, produciendo una cofia de 13,12 m y 5,2 m de diámetro hecha en Hawthorne, California, en la fábrica de cohetes SpaceX. La prueba del nuevo diseño de cofia, primero requerido en el vuelo CASSIOPE (el sexto vuelo del Falcon 9), se realizó en la estación Plum Brook de la NASA donde se probó en estado lleno descargas acústicas y vibraciones mecánicas de lanzamiento, más descargas electromagnéticas, un artículo de prueba de la cofia en una cámara de vacío muy grande. SpaceX pagó a la NASA US$581.296 para arrendar el tiempo de prueba en la instalación de cámara de simulación de la NASA de US$150 millones.[10]
- segundo vuelo del vehículo con software mejorado de aviónica y vuelo.[8]

Con el fin de maximizar el propelente disponible para el lanzamiento del SES-8 en GTO, SpaceX no intentó una prueba de descenso controlado del amplificador de la primera etapa como lo hicieron en el vuelo anterior de Falcon 9 v1.1 en septiembre de 2013.

### Reignición de la segunda etapa
Ien el lanzamiento anterior de Falcon 9 v1.1 -el primer lanzamiento de la versión mucho más grande del cohete con los nuevos motores Merlin 1D- el 29 de septiembre de 2013, SpaceX no tuvo éxito en reactivar la segunda etapa del motor de aspiración Merlin 1D una vez que el cohete desplegó su carga útil principal (CASSIOPE) y todas sus cargas útiles secundarias cubesat. Se determinó que la falla de reinicio era líneas de fluido de encendedor congelado en el motor Merlin 1D de segunda etapa. Se realizó un rediseño menor para abordar el problema al agregar aislamiento adicional a las líneas.
Se requirió una segunda incineración de la etapa superior, y se completó con éxito, durante la misión SES-8 con el fin de colocar el satélite de telecomunicaciones SES-8 en la órbita supersincrónica altamente elíptica para que el operador de satélite SES realice un cambio de plano y una circularización de órbita.
La etapa superior de Falcon 9 utilizada para lanzar SES-8 se quedó en una órbita elíptica de baja velocidad en descomposición que, en septiembre de 2014, se había descompuesto y vuelto a entrar en la atmósfera.

## Prelanzamiento
Ambas etapas del Falcon 9 llegaron a Cabo Cañaveral para su procesamiento antes del 2 de octubre de 2013, después de que ambas tuvieron disparos de prueba sin problemas en la Instalación de Prueba y Desarrollo de Rocket SpaceX en McGregor, Texas.
Un intento de lanzamiento el 25 de noviembre de 2013, con un despegue planificado a las 22:37 UTC, se restregó tras una condición no nominativa informada en el tanque de oxígeno líquido y las líneas de suministro del amplificador de primera etapa que no pudieron resolverse dentro del aproximadamente ventana de lanzamiento de hora Se anunció la fecha de lanzamiento del 28 de noviembre de 2013, tres días después, siendo la próxima oportunidad para que el sitio de lanzamiento en la Tierra se alinee para alcanzar la órbita objetivo.
| Intento | Planificado                                   | Resultado                                | Giro de vuelta               | Razón                           | Punto de decisión                                      | Clima (%) | Notas                                           |
| ------- | --------------------------------------------- | ---------------------------------------- | ---------------------------- | ------------------------------- | ------------------------------------------------------ | --------- | ----------------------------------------------- |
| 1       | 25 de noviembre de 2013, a las 10:37:00 p. m. | Mantener y reiniciar la cuenta regresiva | —                            | Retraso de lanzamiento          | 25 de noviembre de 2013, a las 10:24 p. m. (T-0:13:00) | 80%       | Ventana de inicio: 10:37-11:43 p. m.            |
| 2       | 25 de noviembre de 2013, 10:54:00 p. m.       | Mantener y reiniciar la cuenta regresiva | 0 días 0 horas, 17 minutos   | Automatic abort                 | 25 de noviembre de 2013, 10:47 p. m. (T-0:06:11)       | 80%       | Ventana de lanzamiento: 10:37-11:43             |
| 3       | 25 de noviembre de 2013, 11:30:00 p. m.       | Fregado                                  | 0 días, 0 horas, 36 minutos  | Condición fuera de lo nominal   | 25 de noviembre de 2013, 11:26pm (T-0:03:41)           | 80%       | Ventana de lanzamiento: 10:37-11:43 p. m.       |
| 4       | 28 de noviembre de 2013, 10:39:00 p. m.       | Mantener y reiniciar la cuenta regresiva | 2 días, 23 horas, 9 minutos  | Aborto automático               | 28 de noviembre de 2013, 10:38 p. m. (T-0:00:30)       | 90%       | Ventana de lanzamiento: 10:39-11:44 p. m.       |
| 5       | 28 de noviembre de 2013, 11:44:00 p. m.       | Fregado                                  | 0 días, 1 hora, 5 minutos    | Revisión de datos no completada | 28 de noviembre de 2013, 11:43 p. m. (T-0:00:48)       | 90%       | Ventana de lanzamiento: 10:39-11:44 p. m.       |
| 6       | 3 de diciembre de 2013, 10:41:00 p. m.        | Lanzamiento exitoso                      | 4 días, 22 horas, 57 minutos | —                               | —                                                      | 90%       | Ventana de lanzamiento: 10:41 p. m.-00:07 a. m. |